# Bernhard Amann
Bernhard Michael Maria Amann (* 17. Juni 1954 in Pforzheim) ist ein deutscher Polizeivollzugsbeamter und Politiker (bis Oktober 1994 REP). Von Oktober 1993 bis zum Ende der 11. Wahlperiode (1996) gehörte Amann dem Landtag von Baden-Württemberg als Mitglied an (MdL).

## Leben
Bernhard Amann vertrat die Partei Die Republikaner seit 1989 im Gemeinderat Stutensee und war Landesschriftführer und stellvertretender Bundesschriftführer der Partei. Er wurde am 6. Oktober 1993 Mitglied des Landtags von Baden-Württemberg als Nachrücker für Willi Auer, der Ende September 1993 sein Mandat mit sofortiger Wirkung niedergelegt hatte. Zu dieser Zeit war Amann Kriminalhauptmeister beim Polizeipräsidium Karlsruhe. Im Oktober 1994 trat Amann aus der Fraktion aus, um gegen die Absetzung von Franz Schönhuber als Bundesvorsitzenden zu protestieren, und trat nur wenige Tage später auch aus der Partei aus, um einem Ausschlussverfahren zuvorzukommen. Er gehörte dem Landtag als partei- und fraktionsloser Abgeordneter bis zum Ende der Wahlperiode weiterhin an.
Am 18. April 1996 fotografierte Bernhard Amann den unter dem Decknamen „Axel Reichert“ tätigen Polizeibeamten, der zwischen 1993 und 1995 als verdeckter Ermittler in der Neonaziszene Karlsruhes tätig war, und veröffentlichte das Foto auf der Titelseite des Parteiblatts Der Republikaner. Reichert soll sich laut Amann bei ihm vorgestellt haben als: „Ich bin der VE Rechts Axel. Ich hatte den Auftrag, im Raum Karlsruhe in den Jahren 1993/94 zwanzig junge Leute um mich zu scharen, sie im nationalsozialistischen Gedankengut auszubilden und sie dann bei den Republikanern unterzubringen.“ Die Staatsanwaltschaft ermittelte deswegen wegen Verletzung des Dienstgeheimnisses gegen Amann und dieser wurde am 27. Mai 1998 vom Amtsgericht Karlsruhe zu einer Geldstrafe von 8.000 DM verurteilt. Amann legte gegen das Urteil Berufung beim Landgericht Karlsruhe ein, welches ihn am 10. November 1998 freisprach. Dagegen legte die Generalstaatsanwaltschaft Karlsruhe Revision beim Oberlandesgericht Karlsruhe ein. Dieses folgte aber am 7. Oktober 1999 dem Freispruch des Landgerichts.